# Złośliwy guz rabdoidalny

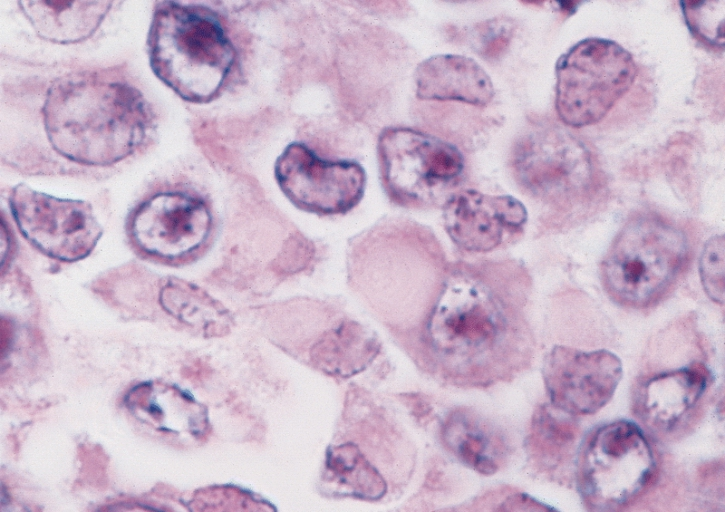
Obraz histologiczny guza rabdoidalnego nerki, barwienie H-E.

Złośliwy guz rabdoidalny (łac. tumor malignus rhabdoides; ang. malignant rhabdoid tumor) – pierwotny nowotwór złośliwy wieku dziecięcego, spotykany przede wszystkim w nerkach i tkankach miękkich, bardzo rzadko w innych narządach. Jest najbardziej złośliwym nowotworem nerek wieku dziecięcego. Początkowo uznawany był za szczególny wariant guza Wilmsa, histologicznie przypomina rhabdomyosarcoma (stąd nazwa), w diagnostyce różnicowej niezbędne są badania immunohistochemiczne. Pochodzenie guza nie jest jasne. 
Guzy o podobnej budowie mogą występować poza nerką i u osób dorosłych. W części przypadków rozwijają się jako progresja wyżej zróżnicowanego nowotworu, np. raka. Najprawdopodobniej wszystkie guzy rabdoidalne wykazują delecję genu hSNF5/INI1 i są wysoce agresywne.
Nie wyjaśniono, czy guz typu AT/RT ośrodkowego układu nerwowego jest tożsamy z pozaczaszkowym złośliwym guzem rabdoidalnym.